# Augustiner-Chorherren von der Unbefleckten Empfängnis
Die Augustiner-Chorherren von der Unbefleckten Empfängnis (lat.: Congregatio Canonicorum Regularium Immaculatae Conceptionis, Ordenskürzel: CRIC) auch als „Regulierte Chorherren von der Unbefleckten Empfängnis“ bekannt, sind eine Kongregation von Priestern und Ordensbrüdern in der römisch-katholischen Kirche.

## Geschichte
Die Gründung der Ordensgemeinschaft geht auf  den französischen Priester Adrien Gréa (1828–1917) zurück. Er gründete in Saint-Claude (Frankreich) zusammen mit zwei weiteren Chorherren die erste Gemeinschaft. Die Gründungsmitglieder hatten 1866 ihr  ewiges Gelübde abgelegt und erhielten von den  Päpsten Pius IX. und Leo XIII. die ersten Genehmigungen. Das Decretum laudis erfolgte 1876. Am 11. Februar 1913 erhielt die Kongregation die endgültige päpstliche Approbation durch Pius X. Das erste Mutterhaus wurde 1890 in Saint-Claude errichtet, 1890 wurde es nach Saint-Antoine-l’Abbaye verlegt. Hier blieb es bis 1903, infolge der französischen Gesetzgebung von 1901 wurden die Mitglieder vertrieben und verlegten ihren Sitz in die Provinz Genua (Italien). 1922 wurde das jetzige Generalhaus in Rom errichtet.

## Die Ausweitung
Die kleine Gemeinschaft entwickelte sich zu einer internationalen Kongregation, 1891 übersiedelten die ersten Chorherren nach Kanada, 1905 errichtete sie eine Missionsstation in Peru, seit 1932 hatten sie eine Abordnung in  England. Die Mitglieder übernahmen Erziehungsaufgaben und sorgten für die Ausbildung von Jugendlichen.

## Gegenwart
Die Augustiner-Chorherren von der Unbefleckten Empfängnis haben Abordnungen in Brasilien, Kanada, Großbritannien, Frankreich, Italien und Peru. Sie leiten ca. 23 Pfarreien und Einrichtungen. Sie zählen (Stand 2005) 54 Mitglieder, von denen 43 Geistliche sind. Das Generalhaus hat seinen Sitz in Rom, zum Präsidium gehören der Generalsuperior, ein Generalvikar und zwei Berater. Das Sekretariat setzte sich aus dem Generalsekretär, einem Generalbevollmächtigten und dem Leiter der Ausbildungseinrichtungen zusammen. Seit 1961 ist die Kongregation Mitglied der Konföderation der Augustiner-Chorherren. Generalsuperior ist seit dem 30. Juni 2006 Riccardo Belleri, der Andrea-Italo Sorsoli nachfolgte.